# أكاديمية يويلو
تقع أكاديمية يويلو (المعروفة أيضا باسم أكاديمية يويلو للتعلّم الكلاسيكي، الصينية التقليدية: 嶽麓 書院؛ الصينية المبسطة: 岳麓 书院؛ بينيين: Yuèlǔ Shūyuàn) على الجانب الشرقي من جبل يويلو في تشانغشا، مقاطعة خونان، على الضفة الغربية لنهر زيانغ. باعتبارها واحدة من الأكاديميات الأربع المرموقة على مدار 1000 عام الماضية في الصين، كانت أكاديمية يويلو مؤسسة مشهورة للتعليم العالي بالإضافة إلى أنها مركز للأنشطة والثقافات الأكاديمية منذ إنشائها رسميًا خلال عهد أسرة سونغ الشمالية. تم تحويل الأكاديمية إلى معهد خونان للتعليم العالي في عام 1903. وأعيد تسميتها فيما بعد بكلية خونان العادية، ومدرسة خونان العامة للفنون التطبيقية، وأخيراً جامعة خونان في عام 1926. كانت أكاديمية يويلو في يوم من الأيام مركزًا لمتابعة التعلم الصيني القديم والمثالية في العصر الإقطاعي الصيني.

## التاريخ
تأسست الأكاديمية في 976، العام التاسع من عهد أسرة سونغ (960-1279) في عهد الإمبراطور تيزو (960-976)، وكانت واحدة من أربع أكاديميات شويوان (أكاديميات التعليم العالي) الأكثر شهرة. حاضر العالمان الكونفوشيوسيان المشهوران تشو شي وتشانغ شي في الأكاديمية.
خلال عهد أسرة تشينغ (1644-1911)، غرست الأكاديمية فلسفة التقشف المتمثلة في الفحص الذاتي والتفاني في إنقاذ العالم من الانحطاط الذي حدث في الآونة الأخيرة. ظلت الأكاديمية وفية للمدرسة الكونفوشية الجديدة لسلالة سونغ التي أكدت على الثقافة الذاتية الأخلاقية، والتضامن المجتمعي، والتسلسل الهرمي الاجتماعي. كان من بين الخريجين البارزين علماء تشينغ الأوائل وانغ فوتسي ويان روي. ولكن بحلول أوائل القرن التاسع عشر، لم ير علماء الأكاديمية أي تناقض في تكريس دراسة جادة أيضًا لموضوعات عملية مثل الهندسة العسكرية، والاقتصاد السياسي، ومحطات المياه، وإدارة البيروقراطية. أطلقوا على هذه الدراسات اسم جينغشي (فن الحكم)، المكوّنة من جينغ (إدارة) وشي (أشياء، أو «العالم»). شكّل خريجو أوائل القرن التاسع عشر ما أطلق عليه أحد المؤرخين «شبكة من الخريجين المسيحيين». ومن بين هؤلاء تاو تشو، الذي أصلح نظام نقل الحبوب واحتكار الملح؛ وي يوان، مترجم الأعمال المتعلقة بالجغرافيا الغربية، ومآثر حملات تشينغ التوسعية، والمجموعة الأساسية لمقالات فن الحكم؛ باو شيتشن وأبرزهم، تسنغ جوفان، مهندس ترميم تونغزي. من بين خريجي القرن التاسع عشر اللاحقين زوو زونغتانغ، وهو مسؤول إصلاحي؛ هو ليني؛ قوه سونغتاو، أول سفير للصين في دولة أجنبية؛ تساي اي، قائد رئيسي في الدفاع عن جمهورية الصين.
في عام 1903 أصبحت الأكاديمية جامعة، وفي عام 1926 تم تسميتها رسميًا بجامعة خونان.
تعتبر الأكاديمية الوحيدة من الأكاديميات الصينية القديمة للتعلم الكلاسيكي التي تطورت إلى مؤسسة حديثة للتعليم العالي. يمكن اعتبار التحوّل التاريخي من أكاديمية يويلو إلى جامعة خونان رمزًا لتطوّر التعليم العالي في الصين، وهو تغيير يعكس تقلّبات نظام التعليم في الصين القارية. كجزء من جامعة خونان، تعد الأكاديمية اليوم مركزًا للنشر والبحث.
في عام 1988، تم إدراجها على أنها «مواقع تاريخية وثقافية وطنية رئيسية في خونان» من قبل الحكومة الشعبية المركزية في الصين. 

## المعرض

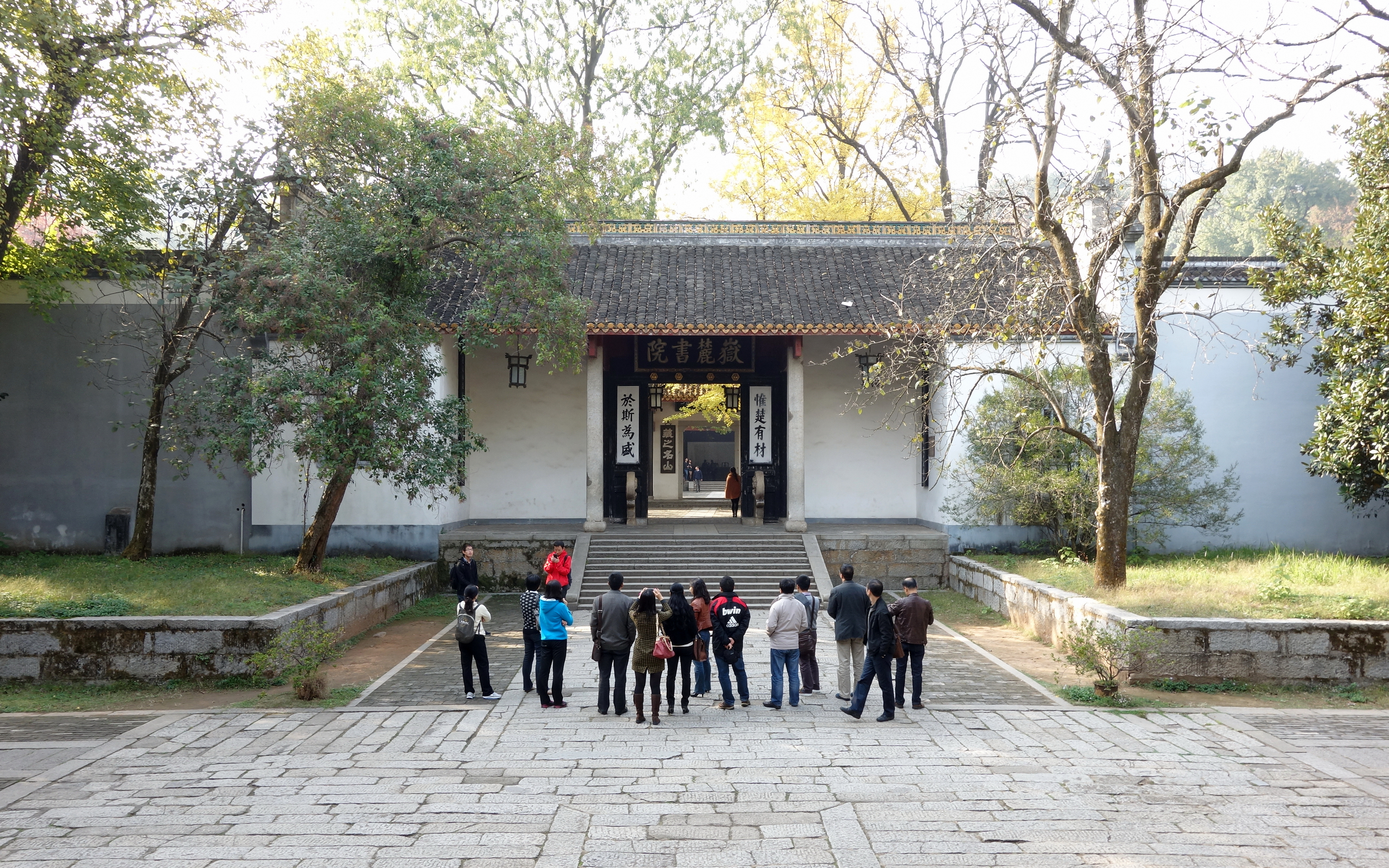
مدخل أكاديمية يويلو
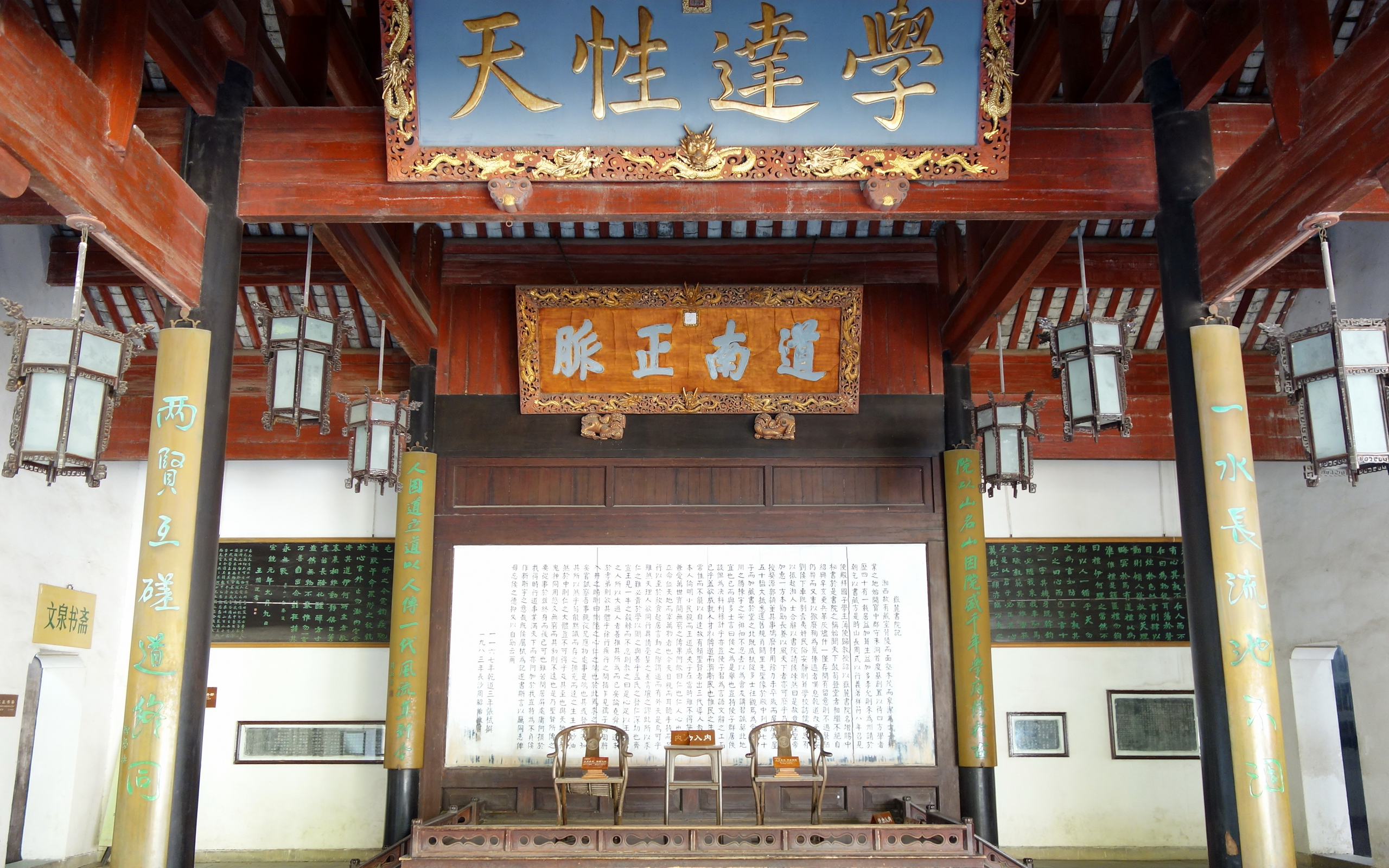
قاعة المحاضرات
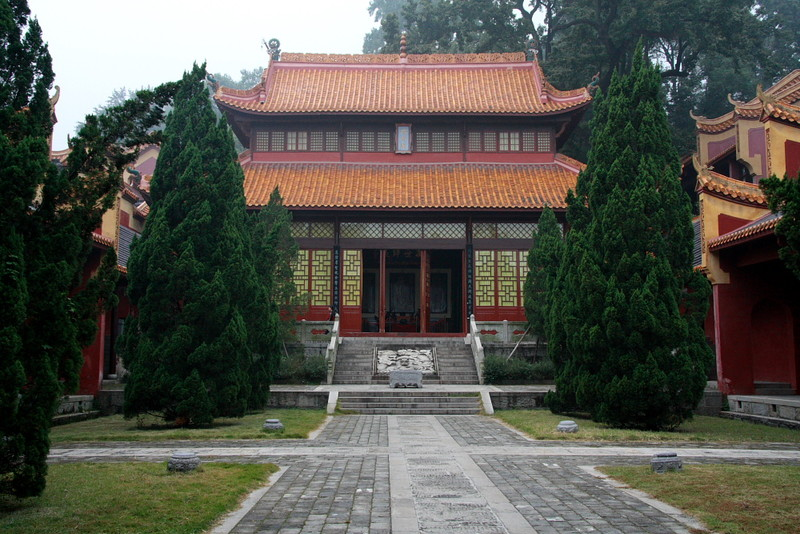
معبد كونفوشيوس
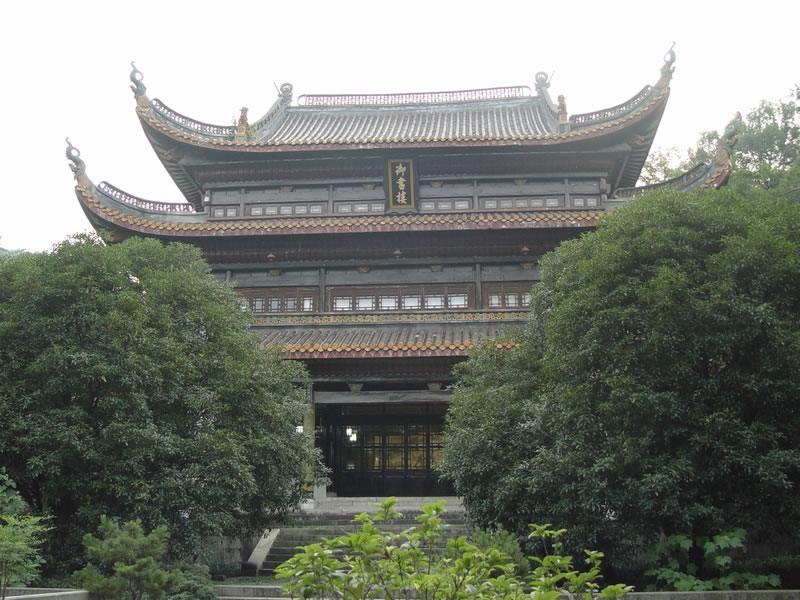
أكاديمية يويلو
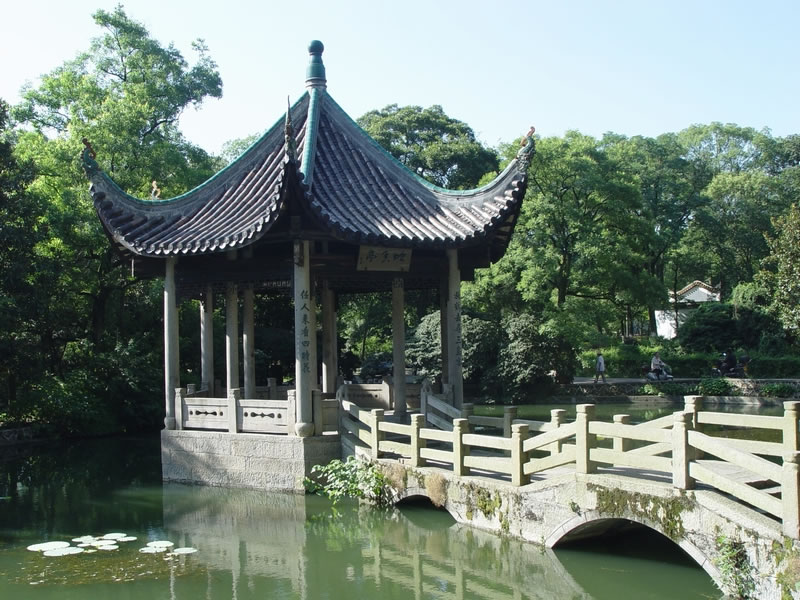
جناح
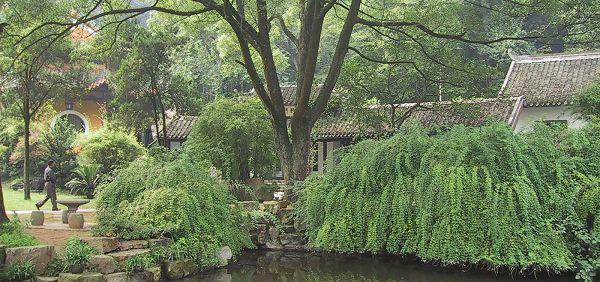
بركة أكاديمية يويلو خونان
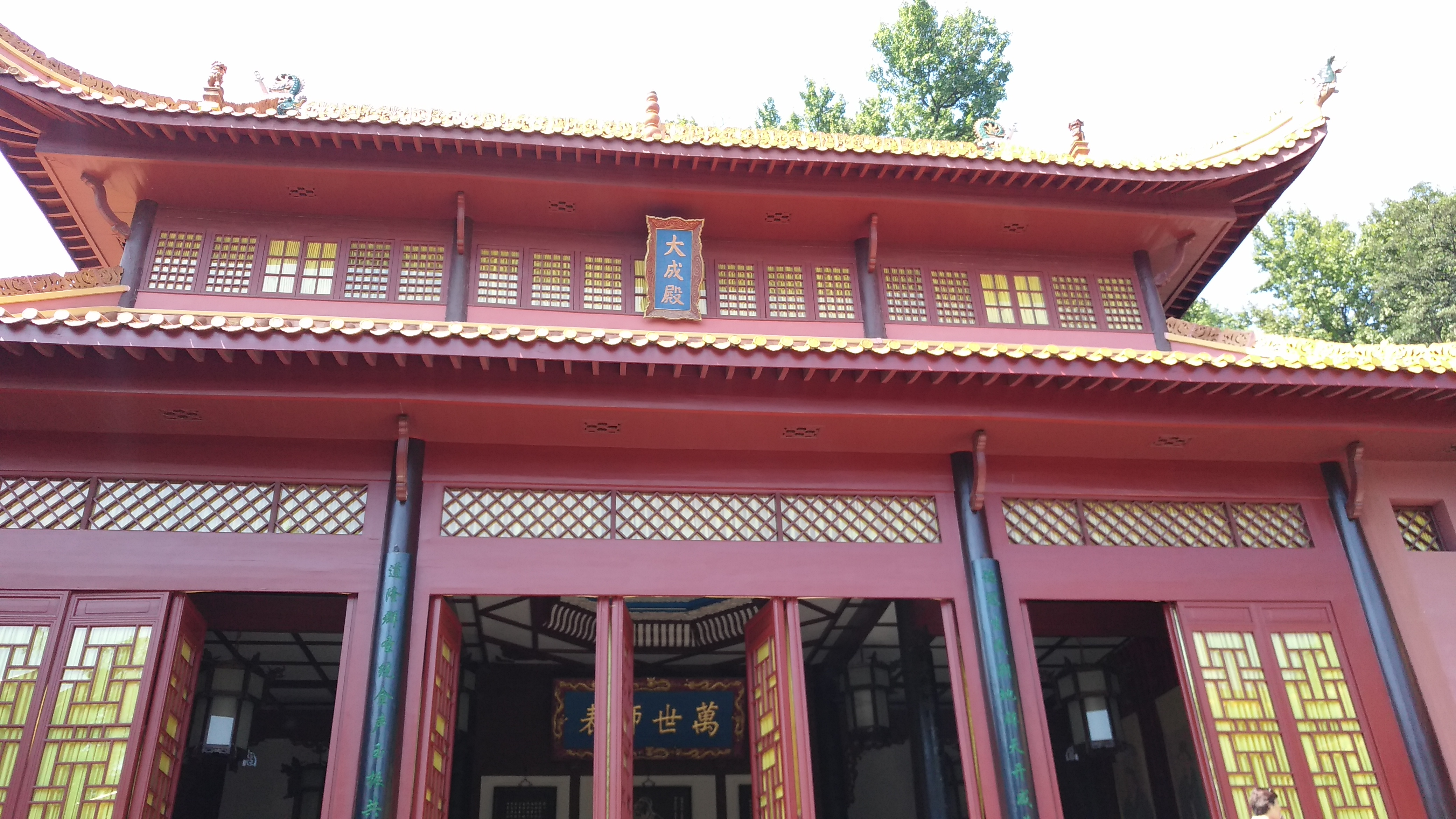
قاعة داتشنغ
أرشيف يويلو

### قائمة المراجع
- Wang Xijia (2014). [A Brief History of Changsha] (بالصينية). Beijing: Social Sciences Academic Press. ISBN:978-7-5097-6662-0. {{استشهاد بكتاب}}: |trans-title= بحاجة لـ |title= أو |script-title= (help) and الوسيط |عنوان أجنبي= and |عنوان مترجم= تكرر أكثر من مرة (help)